# Antoine II Bohier
Pour les articles homonymes, voir Bohier.
Antoine II Bohier ( - mort avant 1560), chevalier, baron de Saint-Cirgue, de La Tour-Bohier, de Chenonceau, Saint-Martin-le-Beau, Nazelle et Berri, est un noble français qui fut maire de Tours en 1531/1532 et gouverneur de Touraine de 1543 à 1545.

## Biographie
Antoine II Bohier est le fils ainé de Thomas Bohier, baron de Saint-Cirgues en Auvergne et de Chenonceau, et de Katherine Briçonnet. Il hérite des titres et domaines de son père à Saint-Cirgues et Chenonceaux. Général des finances du Languedoil le 29 septembre 1529, il est ensuite notaire et secrétaire puis chambellan du Roi. 
Comme principal héritier, le roi lui réclame près de 190 000 livres du fait des prévarications reprochées à son père. Le 28 mai 1535 à Abbeville, il doit céder au roi les domaines de Chenonceau et des Houdes estimés à 90 000 livres, la vicomté d'Orbes évaluée à 10 000 livres, les greffes de Senlis et de Meaux pour 9 000 livres. Il s'engage à verser en numéraire 41 000 livres, soit un montant total de 150 000 livres. Antoine Bohier est nommé 13e gouverneur de Touraine le 24 octobre 1543 mais la déclaration du 6 mai 1545 maintient treize gouvernements aux frontières du royaume et supprime les autres dont la Touraine. Les provinces du centre sont désormais dirigées par des baillis et des sénéchaux. 
Il épouse en premières noces  Anne Poncher, dame de Villemenon, fille de Louis Poncher et de Robine Le Gendre, et en seconde union Anne de Moustier.

## Source
- Jean Dusquesne Dictionnaire des gouverneurs de provinces éditions Christian, Paris 2002,  (ISBN 2864960990) p. 122.